# Возний Теодозій Михайлович
Теодо́зій Миха́йлович Во́зний (23 січня 1928, с. Желехів Малий, нині с. Великосілки, Львівського району Львівської області — 24 серпня 1992, Львів) — український мовознавець, доктор філологічних наук, професор.

## Життєпис
Теодозій Михайлович Возний народився 24 січня 1928 року у селі Желехів Малий, нині с. Великосілки, Львівського району Львівської області в селянській родині. У 1946 році закінчив місцеву школу і того ж року вступив на філологічний факультет Львівського державного університету імені Івана Франка. По закінченню Львівського університету у 1951 році вступив аспірантуру кафедри української мови того ж вишу. По закінченню аспірантури залишився працювати на цій кафедрі та протягом наступних 46 років працював на посадах: у 1955–1960 роках — викладача, з 1980 року – доцента кафедри української мови, з 1988 — завідувач кафедри загального мовознавства. У 1992 році захистив дисертацію на отримання наукового ступеня доктор філологічних наук.
1992 році також викладав старослов'янську мову у Львівській духовній семінарії святого Духа.
Помер 24 серпня 1992 року у Львові.

## Праці
Результатом багаторічної праці Теодозія Возного над словотвірною структурою українських дієслів в історичному аспекті та в порівнянні з дієсловами інших слов'янських мов є кандидатська та докторська дисертації, монографія, а також понад 50 публікацій у різних наукових виданнях, серед яких:
- Дієслівні утворення з суфіксом -ува в українській мові // Доповіді та повідомлення / Львівський університет, 1955. — Вип. 6. — Ч. 1. — С. 94–97.
- Історія дієслівних утворень з суфіксом -ну (<-нѫ) в староруській і українській мовах // Питання українського мовознавства. — Львів, 1958. — Кн. 3. — С. 142–163.
- Питання розвитку дієслівного словотвору у східнослов’янських мовах: (Дієслівні утворення від іменників, що означають назви осіб у східнослов’янських мовах) // Питання слов’янського мовознавства. — Львів, 1963. — Кн. 7–8. – С. 101–114.
- Деякі особливості розвитку граматичної будови дитячої розмовної мови // Республіканська наукова конференція, присвячена вивченню закономірностей розвитку усної форми української літературної мови: Тези доп. – Полтава, 1965. — С. 82–84.
- Дієслівні утворення на -ну-ти у східнослов'янських мовах // З історії української та інших слов'янських мов. — К., 1965. — С. 115–123.
- Дієслівні утворення на -ець (-эць) у білоруській мові у порівнянні з російською і українською // Беларуская лексікалогія і этымалогія: Програма і тэзісы дакл. міжрэсп. канф. па беларус. лексікалогії і этымалогії. – Мінск, 1968. – С. 24–27.
- І. І. Ковалик: До 60-річчя від дня народження // Вісник Львівського університету. — Філол., іноземні мови, журналістика. — Львів, 1968. — С. 165–167 (Співавт. І. Й. Ощипко).
- Семантико-словотворча характеристика дієслів на -ну(ти) в художній прозі бориславського циклу І. Я. Франка // Матеріали міжвузівської ювілейної конференції, присвяченої 110-річчю з дня народження та 50-річчю з дня смерті І. Я. Франка [Житомир, 1968 р.]. — Львів, 1968. — С. 80–82.
- Українські дієслова на -ува(ти), утворені від слів іншомовного походження у порівнянні є російськими та білоруськими // Питання словотвору східнослов'янських мов: Матеріали міжвузівської республіканської наукової конференції. — К., 1969. — С. 59–60.
- Суфіксальні структурні типи дієслівного словотвору в поезії І. Я. Франка // Матеріали Республіканської наукової конференції, присвяченої 115-річчю з дня народження та 55-річчю з дня смерті І. Я. Франка: [Тези повідомл.]. — Житомир, 1971. — С. 69–71.
- Словник мови художніх творів Івана Франка: (Пробний зошит) / Уклад.: І. І. Ковалик, Т. М. Возний, С. С. Дідик та ін. // Українське літературознавство. – Львів, 1976.  – Вип. 26: Іван Франко. – С. 63–99. Із змісту: Возний Т. М. Мовити. — С. 82–86.
- Словотвірна структура відприкметникових дієслів у східнослов'янській, верхньолужицькій і польській монах // Проблеми слов'янознавства. – Львів, 1977. — Вип. 15. — С. 79–84.
- Мовознавство на кафедрі української мови Львівського університету (1939–1979) // Вісник Львівського університету. — Серія філологічна. — Львів, 1979. — Вип. 11: Проблеми типологічного дослідження східнослов'янських мов радянського періоду. — С. 5–11 (Співавт.: Панько Т. І., Ощипко І. Й., Ключковський Б. Г.).
- Семантико-словотвірна структура дієслів у художній прозі Івана Франка  // Вісник Львівського університету. — Серія філологічна. — Львів, 1983. – Вип. 13. – С. 51–57.
- Типологія звертань у поетичних творах Ю. Федьковича // Юрій Федькович: Тези доповідей республіканської наукової конференції, присвяченої 150-річчю з дня народження видатного письменника-демократа і громадського діяча Ю. Федьковича. — Чернівці, 1984. — С. 210–212.
- Мовні особливості п'єси І. К. Тобілевича «Суєта» // І. К. Карпенко-Карий драматург, актор, громадський діяч: Тези наукової конференції, присвяченої 140-річчю від дня народження письменника. — Кіровоград, 1985. — С. 155–156.
- О. О. Потебня і деякі питання психолінгвістики // Творча спадщина О. О. Потебні й сучасні філологічні науки: До 150-річчя з дня народження О.О. Потебні: Тези. Респ. наук. конф. — Харків, 1985. — С. 34–35.
- Деякі питання семантико-стилістичного аспекту структур слова в прозових творах І. Я. Франка // Іван Франко письменник, мислитель, борець за дружбу між народами: Тези доп. – Івано-Франківськ, 1986. — С. 106–109.
- Основа слова и ее структура в восточнославянских языках // Вестник Львовского университета. — Серия филологическая. — Львов, І986. – Вып. 17. — С. 36–40.
- Структура глагола «Слова о полку Игореве» // Черниговская обл. науч.-метод. конф., посвящ. 800-летию «Слова о полку Игореве»: Тез. докл. — Чернигов, 1986. — С. 171–172.
- Структура слова драматичних творів Лесі Українки // Співець мужності і краси: Тези доповідей науково-практичного семінару, присвяченої 150-річчю з дня народження Лесі Українки. — Луцьк, 1986. — С. 81–83.
- Деякі питання структури слова прозових творів Б. Грінченка // Борис Грінченко: Тези республіканської науково-практичної конференції, присвяченої 125-річчю від дня народження українського письменника, вченого, громадського діяча, 1–3 груд. 1988 р. — Ворошиловоград, 1988. —– С. 105–106.
- Мовностилістична характеристика означень у романі О. Гончара «Прапороносці» // Літературний процес і творча індивідуальність письменника: (на матеріалі творчості О. Гончара): Тези доповідей обласної конференції. — Дніпропетровськ, 1988. — С. 136–138.
- Термінологія образотворчого мистецтва української мови у «Словарі» Б. Грінченка // Борис Грінченко: Тези доповідей республіканської наукової конференції, присвяченої 125-річчю від дня народження українського письменника, вченого, громадського діяча, 1–3 груд. 1988 р. — Ворошиловград, 1988 р. — С. 120–121. (співавт. Михайлишин Б. П.)
- Деякі питання структури дієслівних форм у поезії Т. Г. Шевченка // Т. Г. Шевченко і Поділля: Тези доповідей Всеукраїнської наукової конференції, присвяченої 175-річчю від дня народження Т. Г. Шевченка. — Кам'янець-Подільський, 1989. — Ч. 2. — С. 75–77.
- Іван Ковалик // Съпоставително езикознание. — 1989. — № 6. — С. 95–96 (Співавт.: Панько Т. І., Седимски Л.)
- Східнослов'янські дієслова іншомовного походження, не співвідносні з твірними основами // Вісник Львівського університету. — Серія філологічна. — Львів, 1990. – Вип. 21: Мова і сучасність. — С. 41–45.
- Мовні засоби вираження відчуттів в оповіданнях Григора Тютюнника // Григор Тютюнник: Тези доповідей республіканської науково-практичної конференції. — Луганськ, 1991. — С. 72–74.
- Семантико-словотвірна структура дієслова у художніх творах І. Франка // Іван Франко і національне відродження: Тези республіканської наукової конференції. – Львів, 1991. – С. 153–155.
- Етимологічно-семасіологічні дослідження проф. І. Огієнка // Іван Огієнко: (Незабутні імена української науки): Тези доповідей Всеукраїнської наукової конференції, присвяченої 110-річчю від дня народження професора Івана Огієнка (26–27 трав. 1992 р.). — Львів, 1992. — Ч. 1. — С. 52–54.